# Municipio de Fairfield (condado de DeKalb)
El municipio de Fairfield (en inglés: Fairfield Township) es un municipio ubicado en el condado de DeKalb en el estado estadounidense de Indiana. En el año 2010 tenía una población de 1368 habitantes y una densidad poblacional de 14,68 personas por km².

## Geografía
El municipio de Fairfield se encuentra ubicado en las coordenadas 41°29′23″N 85°8′28″O / 41.48972, -85.14111. Según la Oficina del Censo de los Estados Unidos, el municipio tiene una superficie total de 93.19 km², de la cual 92,37 km² corresponden a tierra firme y (0,88 %) 0,82 km² es agua.

## Demografía
Según el censo de 2010, había 1368 personas residiendo en el municipio de Fairfield. La densidad de población era de 14,68 hab./km². De los 1368 habitantes, el municipio de Fairfield estaba compuesto por el 98,83 % blancos, el 0,22 % eran asiáticos, el 0,58 % eran de otras razas y el 0,37 % eran de una mezcla de razas. Del total de la población el 1,46 % eran hispanos o latinos de cualquier raza.